# Protestantesimo in Italia

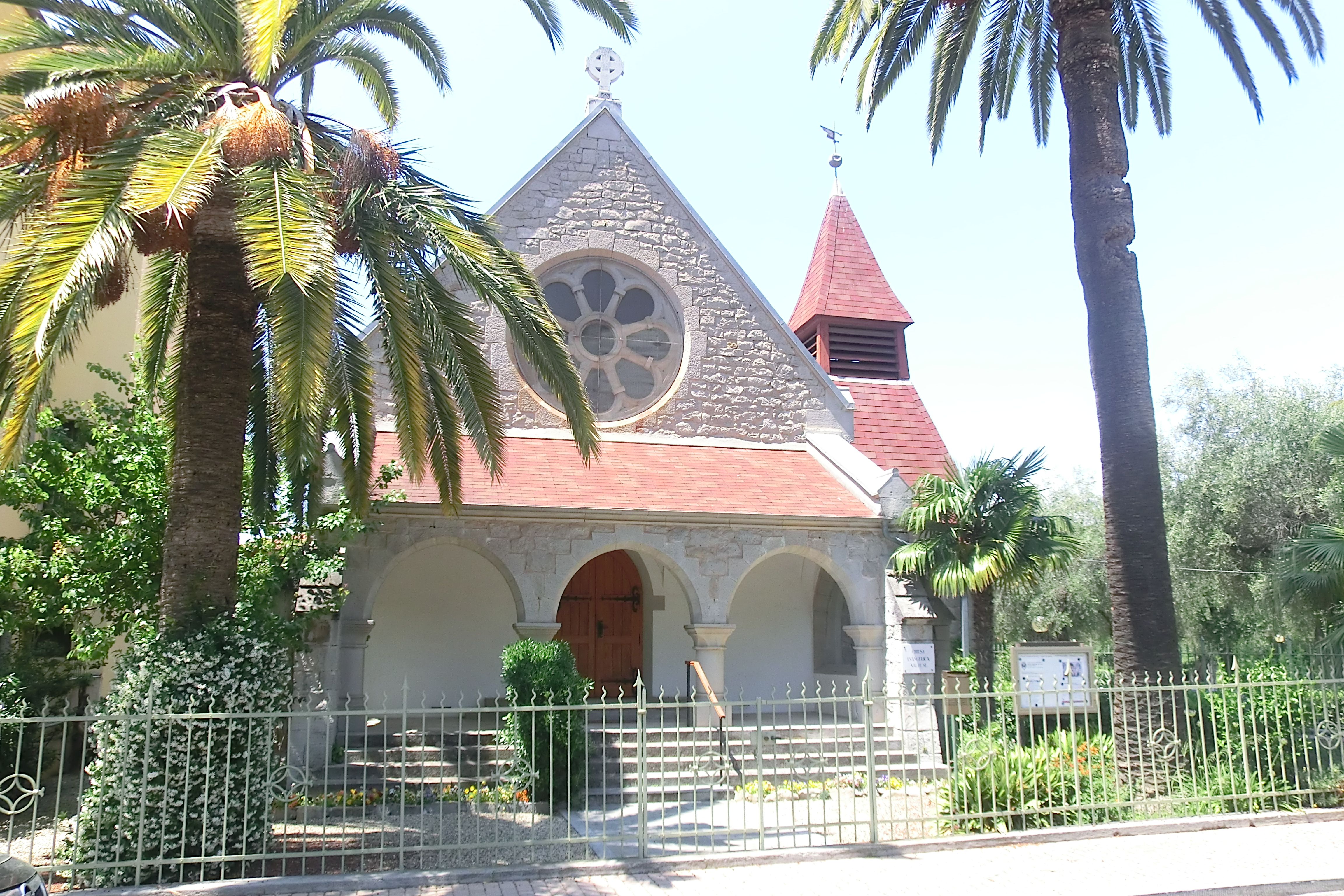
Chiesa Protestante a Bordighera, Liguria

Il protestantesimo in Italia conta almeno 750 000 fedeli che sono suddivisi in molte denominazioni, suddivisibili tra Chiese "storiche" (valdesi, luterani, calvinisti/riformati, anglicani, battisti, metodisti), restaurazioniste (Chiese di Cristo), libere, pentecostali, "Movimento di Santità" (Holiness Movement) e movimenti minori.
I protestanti più numerosi in Italia sono i pentecostali, con circa 300 000 fedeli; le Assemblee di Dio in Italia, forti dei loro 250 000 fedeli, costituiscono la più grande organizzazione protestante italiana, mentre altri pentecostali sono suddivisi in altre correnti minori, fra le quali la Federazione delle chiese pentecostali con 50 000 fedeli, la Chiesa apostolica italiana con circa 10 000 e altre Chiese pentecostali libere.
Le confessioni protestanti "storiche" sono quella valdese con circa 21 000 membri, quella battista con 6 000, le Assemblee dei fratelli con 15 000, la Chiesa anglicana 3 000, quella luterana con 4 500, quella metodista (in unione con i valdesi) 3 000 e la Chiesa Protestante Episcopale (già chiamata Chiesa Protestante Unita, luterani ed episcopali di lingua italiana) con alcune centinaia di membri. Altri 15 000 fanno parte di varie Chiese con difficoltà di calcolo dei propri membri, come i neoapostolici cristiani, vari riformati di matrice calvinista, la Chiesa di Scozia, la Chiesa Presbiteriana in Italia, l'Esercito della Salvezza.

## Contesto
Protestantesimo è un termine generico che indica una gran varietà di chiese nate in seguito alla Riforma protestante, spesso molto diverse tra loro, incluse quelle nate nell'ambito della Riforma Radicale, nel Primo grande risveglio e nel Secondo grande risveglio. Anche i confini di questo termine non sono definiti in modo netto: ad esempio l'Avventismo, sebbene generalmente classificato come dottrina Restaurazionista, è considerato da taluni come un ramo del Protestantesimo. Talvolta anche l'Anglicanesimo, così come l'Anabattismo, sono considerati come rami a sé stanti rispetto al Protestantesimo, sebbene generalmente ne siano considerati parte.
Le chiese protestanti presenti in Italia si possono suddividere in due macrogruppi principali: le chiese storiche, che hanno fatto la loro comparsa dalla Riforma Protestante al XIX secolo e quelle evangelicali più recenti, sebbene anche tale suddivisione non sia così netta. Nel complesso, le varie chiese protestanti contano in Italia circa 620.000 fedeli, compresi gli stranieri.
Le chiese storiche sono stimate avere in totale 71.000 fedeli, contando però in questo numero anche gli anglicani, oltre che: valdesi, luterani, calvinisti, presbiteriani, battisti, metodisti, e altri.
Tra le chiese evangelicali, le principali sono quelle di orientamento pentecostale (da non confondere con i movimenti pentecostali e carismatici interni alla Chiesa cattolica, quali ad esempio il Rinnovamento Carismatico Cattolico). L'evangelicalismo raggruppa tra il 70 e l'80% dei protestanti italiani, le cui chiese partecipano all'Alleanza evangelica italiana (AEI). Un'altra parte delle chiese evangeliche sono invece raggruppate nell'Alleanza di Chiese cristiane evangeliche in Italia (ACCEI).
Alcune chiese storiche (valdese, metodista, luterana e battista), assieme ad altre denominazioni pentecostali minori, si sono riunite nella Federazione delle Chiese evangeliche in Italia. Alcune chiese protestanti gestiscono facoltà teologiche, scuole domenicali di catechismo e media, come ad esempio la rivista multiconfessionale Riforma - L'Eco delle Valli Valdesi.
A causa dell'immigrazione in Italia di cittadini appartenenti a chiese protestanti, sono presenti numerose chiese gestite da specifiche comunità etniche.

## Storia della riforma protestante in Italia
La Riforma protestante, cioè quel periodo di rivolgimenti religiosi della Chiesa cattolica del XVI secolo originatosi a partire dall'opera di Martin Lutero e di altri riformatori, in Italia si caratterizza come un processo eterogeneo di esperienze religiose che, a partire dalla tradizione umanistica e dalla teologia dei riformatori d'oltralpe, contribuiscono da una parte a originali rielaborazioni in materia teologica, in una critica all'ortodossia cattolica e protestante; dall'altra non permettono, per l'assenza di un nucleo forte e di capacità organizzative, un processo unitario e competitivo nei confronti della Chiesa cattolica.
Precursori e nello spirito dei riformatori protestanti possono essere considerati: Arnaldo da Brescia, Girolamo Savonarola, Paolo Sarpi, Marco Antonio de Dominis, Scipione de' Ricci.

## Confessioni di fede
La maggior parte delle confessioni religiose protestanti hanno come punto comune tra loro e con le altre Chiese cristiane (ortodossi e cattolici) il simbolo niceno-costantinopolitano che esprime la fede secondo i concili ecumenici dei primi secoli della Chiesa. Condividono quindi, solamente in pochissime chiese è presente qualche distinzione, la fede in un unico Dio in tre persone (Trinità)
Queste chiese hanno inoltre alcuni punti chiave in comune:
- rifiuto del ruolo di sacerdoti, santi e icone poiché accettano come unico mediatore tra Dio e gli uomini la figura di Gesù Cristo;
- rifiuto totale delle forme di gerarchia ecclesiastica ierocratica tipicamente cattoliche; presenza, comunque, di figure quali pastori o ministri di culto, anziani e diaconi che svolgono gli stessi ruoli degli omonimi presenti nella Bibbia;
- rifiuto di altre fonti all'infuori della Bibbia, considerata unica fonte ispirata da Dio (quindi rifiuto della "tradizione orale" e della patristica e accettazione della Bibbia come unica fonte);
- molte chiese protestanti riconoscono solo il Battesimo e la Santa Cena (eucaristia) come sacramenti. Gli altri sacramenti della Chiesa cattolica possono essere celebrati ma non ritenuti sacramenti (es. matrimonio) o non vengono celebrati affatto (es. confessione). Altre Chiese rifiutano i sacramenti e qualsiasi rito o rituale ritenuto "efficace" di per sé: il battesimo è ritenuto un comandamento di Gesù e una testimonianza, mentre la cena del Signore un memoriale;
- le funzioni religiose sono generalmente denominate "culti" e la parte centrale di esse è il sermone, cioè la predicazione biblica;
- enfasi, almeno per alcune chiese, sul ritorno di Gesù sulla Terra (avventismo).
- le forme di vita eremitica o cenobitica degli ordini e delle congregazioni religiose, sia maschili sia femminili, sono in corso di riscoperta negli ultimi decenni; totale respingimento dell'obbligo al celibato del clero, etc.

Il credo comune a tutte le confessioni protestanti:
- La Bibbia, in quanto Parola di Dio, è l'unica regola ultima della nostra fede e della nostra condotta.
- Dio ha creato ogni cosa, compresa la creatura umana, la quale è stata fatta a immagine e somiglianza di Dio stesso.
- La creatura umana si è macchiata dell'empia pretesa di voler fare a meno di Dio ed essere dio e legge a sé stessa. Questo è fondamentalmente ciò che la Bibbia chiama peccato. Il peccato la separa da Dio irrimediabilmente e merita la sua condanna.
- Attraverso opere buone e meriti personali è impossibile per l'uomo essere "salvato", cioè riconciliato a Dio, perché sarebbero sempre al di sotto dei criteri di giustizia di Dio (Marco 12,30-31[5]) e corrotte dall'egoismo.
- Dio ha inviato sulla terra suo figlio Gesù Cristo per redimere la creatura umana dalla sua condizione di peccato e di condanna attraverso la fede nella persona e opera di Cristo, attraverso il quale riceve grazia.
- Gesù Cristo è il Signore, la sua vita, morte e resurrezione hanno valore salvifico.
- Lo Spirito Santo è il "consolatore" promesso da Gesù. Lo Spirito è donato a tutti coloro che amano e credono nel sacrificio di Gesù sulla croce, accogliendolo come personale salvatore (Giovanni 14,15-18[6])

## Denominazioni protestanti in Italia
La componente più numerosa all'interno del protestantesimo italiano è quella dell'evangelicalismo che raggruppa tra il 70 e l'80% dei protestanti italiani. Questa corrente protestante, conservatrice dal punto di vista teologico si riconosce dottrinalmente nei punti di fede dell'Alleanza evangelica italiana (AEI). L'attuale presidente dell'AEI è il pastore Roberto Mazzeschi membro della Chiesa apostolica in Italia. Una parte delle chiese evangeliche non riconosciute, (senza intese) ha costituito l'Alleanza di Chiese cristiane evangeliche in Italia (ACCEI). L'attuale segretario generale è Gaetano Sottile, promotore insieme ai rappresentanti del cattolicesimo e dell'ebraismo del Dies Memoriae.
Fra le altre confessioni cristiane protestanti c'è da segnalare il Valdismo, sviluppatosi in Italia stessa. Nato in Francia come movimento ereticale medievale, dopo la riforma protestante ha assorbito la teologia calvinista. Alcune comunità protestanti storiche (valdese, metodista, luterana tedesca e battista) sono riunite nella Federazione delle Chiese evangeliche in Italia, assieme ad altre denominazioni pentecostali minori.
La Metropolitan Community Church invece viene inserita dal CESNUR tra le Chiese di matrice protestante radicale come anabattisti, mennoniti, quaccheri, unitariani.

### Principali denominazioni protestanti in Italia

#### Anglicanesimo

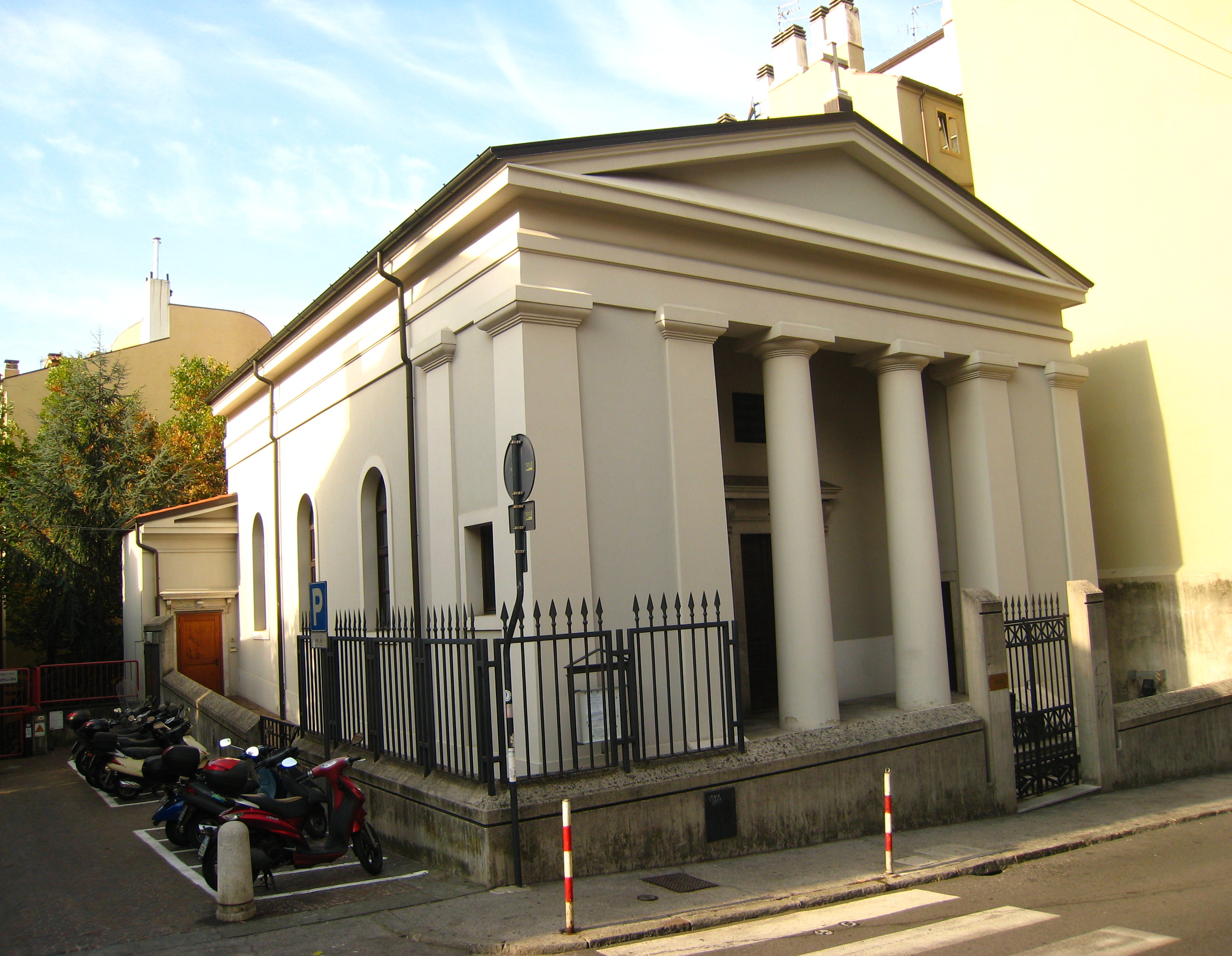
Tempio anglicano di Trieste, consacrato nel 1831

La chiesa anglicana è una congregazione eterogenea composta da gruppi più o meno vicini al cattolicesimo o al protestantesimo, storicamente definite nelle due principali correnti di Chiesa Alta (filocattolica) e Chiesa Bassa (filoprotestante). Oggi le principali correnti sono: anglo-cattolici ("via media"), neo-liberali, riformati, evangelicali, pentecostali/carismatici.
In Italia sono presenti venti cappellanie e congregazioni della chiesa anglicana e delle sue derivazioni episcopali che si stima offrano servizi religiosi a fino a 100.000 persone all'anno.
L'Associazione Chiesa d'Inghilterra ha un'intesa con lo stato dal 2021.
In Italia esiste una rappresentanza della Free Protestant Episcopal Church, comunione mondiale di chiese anglicane ed episcopali nella persona dell'Arcivescovo Primate della Chiesa Protestante Episcopale (già Chiesa Protestante Unita), M. Rev. Andrea Panerini che è stato nominato Vescovo Presidente per l'Italia per questa organizzazione internazionale.

#### Luteranesimo

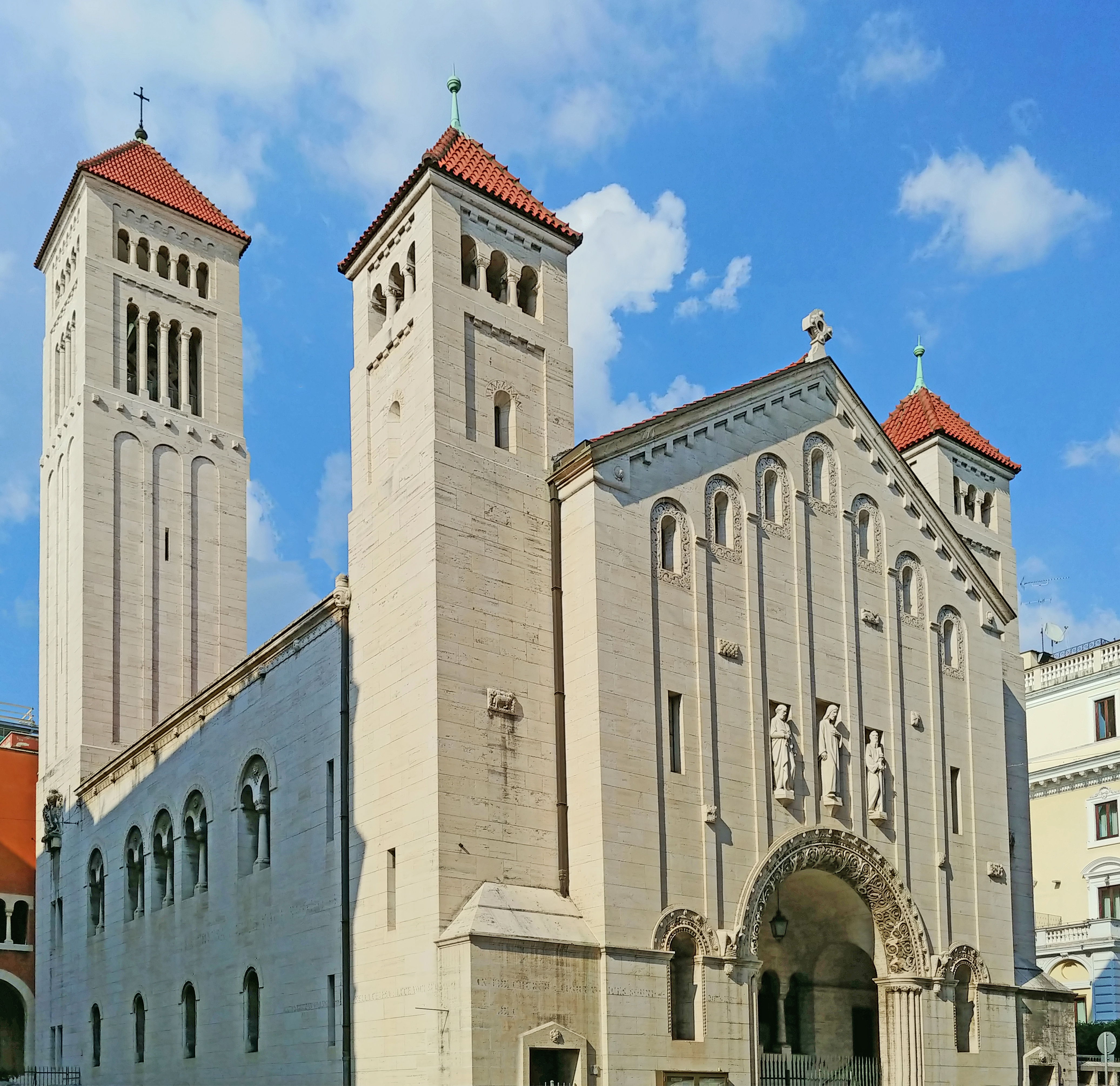
Chiesa luterana di Roma

Le chiese luterane furono presenti nella Repubblica di Venezia sin dal tempo della Riforma protestante, e in altre città dal XVIII secolo. Nel 1948 si organizzarono come Chiesa evangelica luterana in Italia (CELI), che ha un'intesa con lo stato dal 1995. In gran parte si tratta di comunità di lingua tedesca, ma nel Golfo di Napoli sono presenti due comunità italofone. Sono stimati in circa 7.000 fedeli.
I luterani italofoni sono per lo più riuniti nella Chiesa Protestante Episcopale (già Chiesa Protestante Unita), una Chiesa con molteplici identità al proprio interno, la cui denominazione latitudinaria è quella luterana

#### Chiese riformate

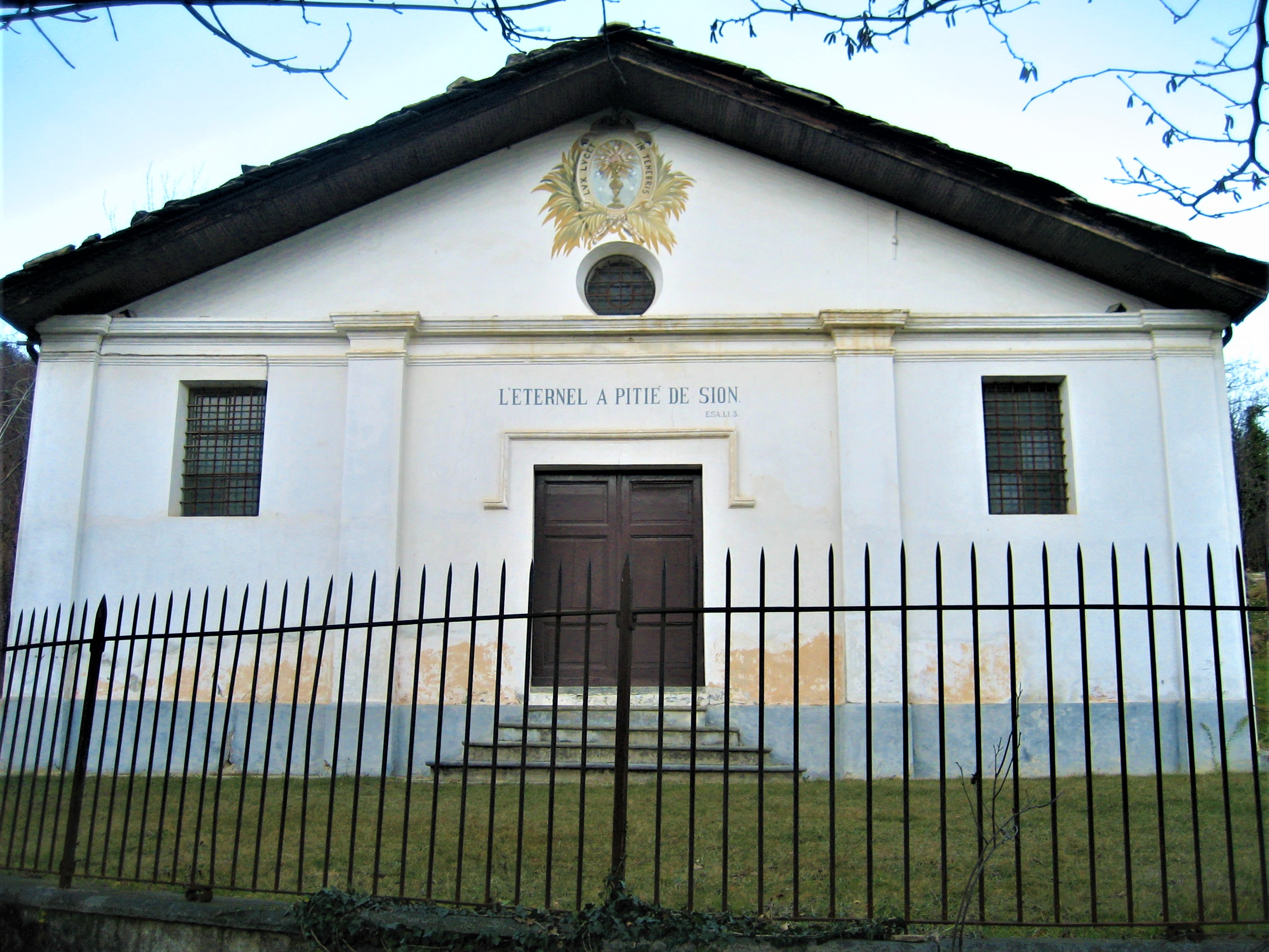
Ciabàs, costruito nel 1555, è il più antico tempio valdese d'Italia

Di seguito sono elencate le principali chiese riformate, di derivazione calvinista o zwingliana, secondo l'ordine della loro comparsa in Italia.
- Valdesi. La Chiesa evangelica valdese, nata come movimento ereticale nella Francia meridionale e giunta in Italia nel XII secolo per tentare di sfuggire alle persecuzioni alle quali era sottoposta, è presente in Italia da ben prima che abbracciasse la Riforma Protestante, diventando una chiesa riformata, di stampo calvinista e struttura presbiteriana. Nel 1975 si è unita alla Chiesa metodista italiana, dando vita all'Unione delle Chiese metodiste e valdesi, che ha un'intesa con lo stato fin dal 1984. Attualmente ha circa 25.000 fedeli in Italia[3], concentrati principalmente nelle Valli Valdesi, dove, in alcuni comuni, costituiscono la maggioranza della popolazione dove gestisce l'emittente locale Radio Beckwith Evangelica. Gestisce luoghi di culto in numerose località, alcuni musei e istituzioni, il centro ecumenico Agape presso Prali (TO) e la Facoltà valdese di teologia a Roma. Il Sinodo, il più alto organo direttivo di questa chiesa, si riunisce annualmente nella Casa Valdese di Torre Pellice (TO). Oggi i luoghi storici dei valdesi sono inseriti nell'itinerari culturali del Consiglio d'Europa "Strade degli ugonotti e dei valdesi".
- Calvinisti. A partire dal XVIII secolo, sono presenti in Italia piccoli gruppi di altre chiese di stampo calvinista, quali ad esempio la Confessione Elvetica, presente a Trieste dal 1782.
- Presbiteriani. Il presbiterianesimo si stabilì in Italia a partire dal 1880, con alcune piccole comunità dalla Chiesa di Scozia, diffusa tra gli immigrati scozzesi in Italia[11]. Nel 1880 fu edificata a Roma la Saint Andrew's Church of Scotland. Nel 2004 è stata invece fondata la Chiesa Presbiteriana in Italia afferente alla Igreja Presbiteriana do Brasil e nel 2008 una comunità della Presbyterian Church in America[11]. Nel 2022 è stata fondata la Chiesa Presbiteriana e Riformata in Italia.[12][13][14] Diverse altre chiese riformate, tra le quali quella valdese hanno assunto oggi una struttura organizzativa di tipo presbiteriano.

#### Anabattismo

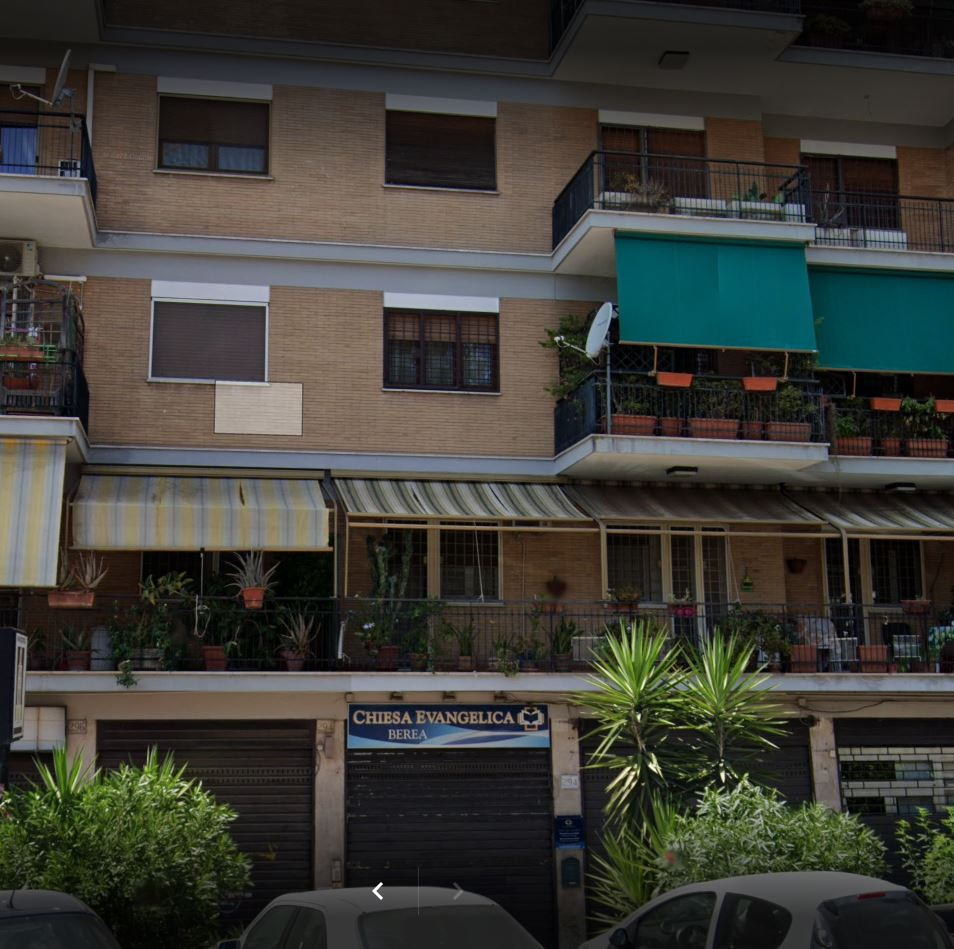
Chiesa Cristiana Evangelica Indipendente Berea, luogo di culto anabattista di Roma

L'anabattismo (da non confondere con il successivo battismo) è un movimento religioso nato in Europa nel XVI secolo, nell'ambito della Riforma radicale, e che presenta notevoli differenze rispetto al protestantesimo "storico". Nonostante ciò, in alcune statistiche vengono conteggiati insieme ad essi.
Anche in Italia sorsero nel Cinquecento, soprattutto nella Repubblica di Venezia, fiorenti comunità anabattiste e nel 1550 ebbe addirittura luogo, a Venezia, un Sinodo anabattista con sessanta delegati.
Tuttavia, oggi l'anabattismo è quasi assente in Italia, contando meno di 400 membri suddivisi in diverse congregazioni tra i quali i mennoniti.
Alcune delle chiese afferenti alla Riforma radicale, come anabattisti, mennoniti, quaccheri e unitariani (anche se quest'ultima denominazione viene talvolta considerata restaurazionista), si sono associati nella Metropolitan Community Church.

#### Battismo

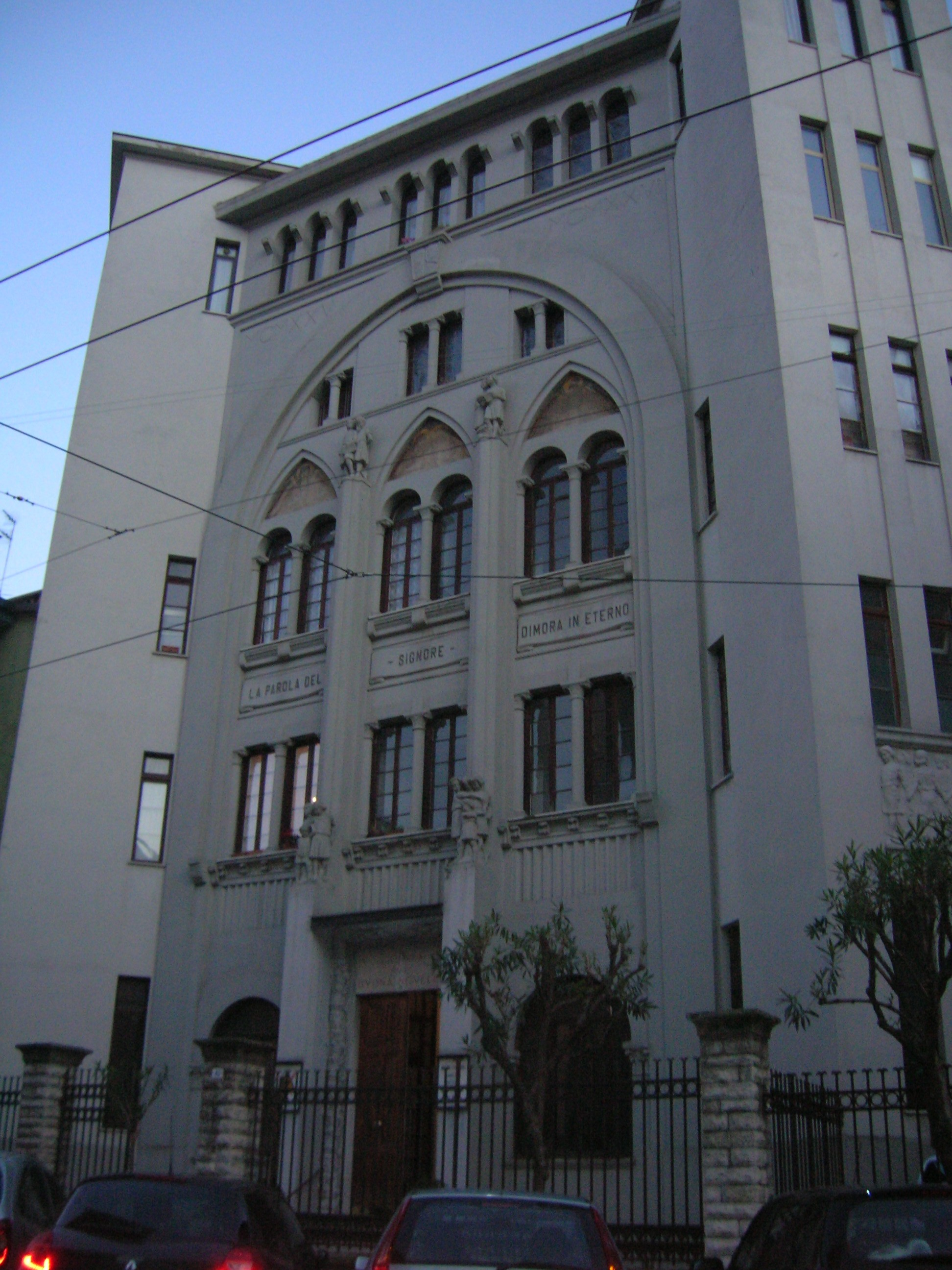
La Chiesa battista di La Spezia, costruita nel 1870, è la più antica d'Italia

I battisti giunsero in Italia nel 1863 da missioni americane e inglesi. La loro organizzazione è di tipo congregazionalista, ovvero ogni comunità locale è autonoma. La maggior parte delle chiese battiste italiane è in comunione con l’Unione cristiana evangelica battista d'Italia (UCEBI), che ha un'intesa con lo stato dal 1995, sebbene esistano anche altri gruppi quali ad esempio le Chiese evangeliche riformate battiste in Italia. In totale contano circa 6.000.

#### Metodismo

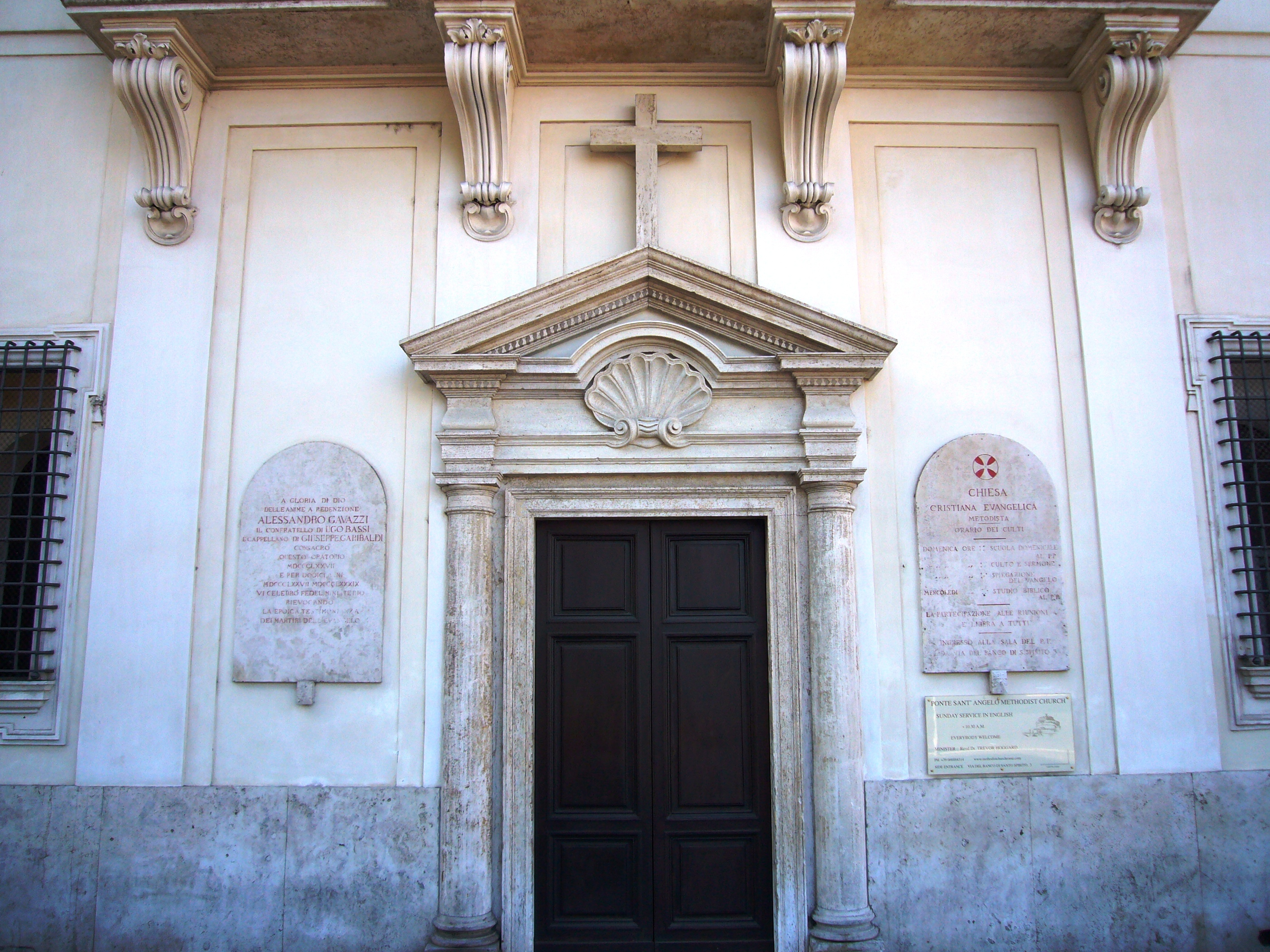
Chiesa metodista fatta costruire a Roma da Alessandro Gavazzi nel 1872

La chiesa metodista giunse in Italia durante il Risorgimento, nel 1859. Nel 1975 si è unita alla Chiesa valdese, dando vita all'Unione delle Chiese metodiste e valdesi, che ha un'intesa con lo stato fin dal 1984. Sono stimati essere 5.000.

#### Chiese dei Fratelli

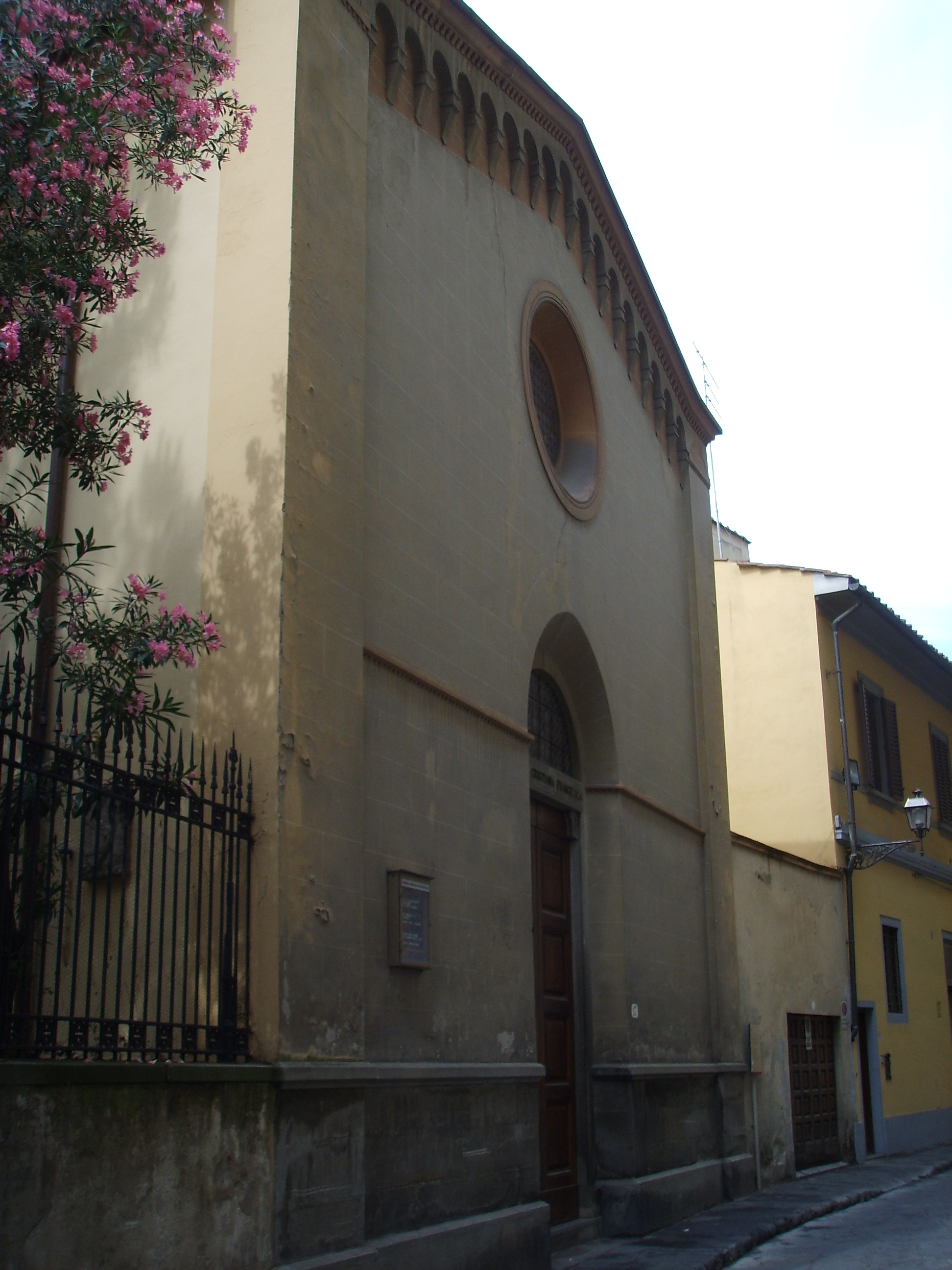
Chiesa dei fratelli a Firenze, tra i primi enti di culto non cattolici ad essere ufficialmente riconosciuto in Italia, nel 1891

La chiesa cristiana evangelica dei fratelli (o assemblee dei fratelli), derivata dal movimento Plymouth Brethren, si diffuse in Toscana in alcuni circoli risorgimentali dal 1833. Non ha un’organizzazione centralizzata; nel complesso hanno 23.500 fedeli.

#### Movimento di Santità
Tra i principali gruppi afferenti al Movimento di Santità (Holiness movement), si annovera l'Esercito della Salvezza, giunto in Italia nel 1887 e presente oggi in circa 40 località per un totale di 2.000 persone. Un'altra denominazione presente nel paese, ma numericamente minore, è la Chiesa del Nazareno.

#### Pentecostalismo

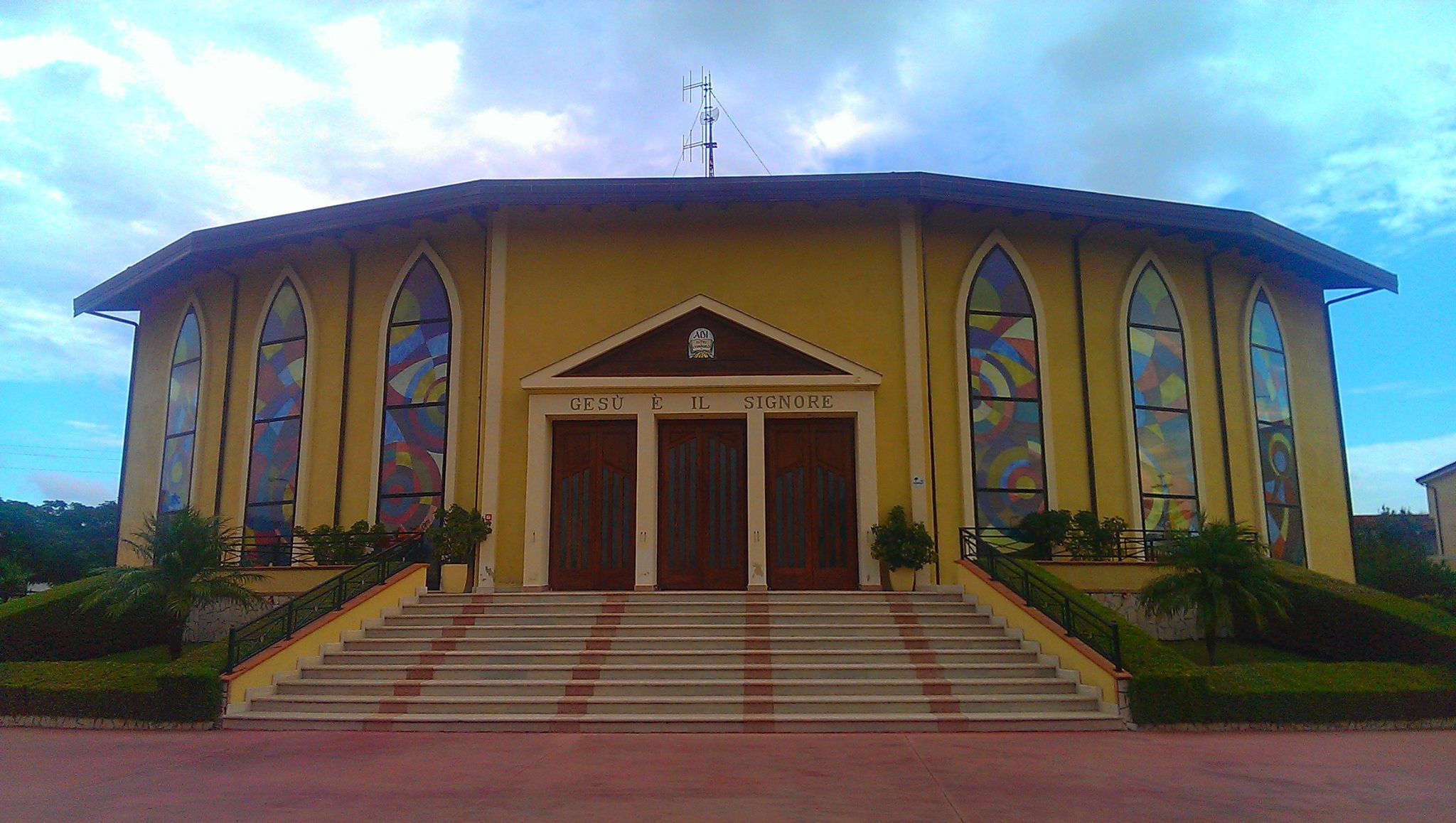
Chiesa pentecostale a Isola di Capo Rizzuto (KR)

La maggior parte dei protestanti italiani praticano il pentecostalismo, presente in Italia dal 1908, e che contava nel 2020 circa 250.000 fedeli nel paese. I pentecostali sono suddivisi in numerose chiese, molte delle quali di tipo congregazionalista, e che si possono derivanti da tre "Ondate" (Waves): il pentecostalismo "classico", quello del Movimento Carismatico e il Neopentecostalismo. Alcuni gruppi pentecostali, specialmente quelli appartenenti alla "Seconda ondata" (Second wave), tendenzialmente organizzati come chiese indipendenti, hanno dato vita a organismi di cooperazione, tra i quali il principale è la Federazione delle chiese pentecostali, con circa 50.000 fedeli, e che gestisce la Facoltà Pentecostale di Scienze Religiose tramite la Fondazione Chàrisma.
I principali gruppi appartenenti a tale confessione sono:
- Assemblee di Dio. La maggior parte delle chiese pentecostali italiane si sono raggruppate nelle Assemblee di Dio in Italia (ADI), che è la più numerosa organizzazione protestante del paese, e che ha un'intesa con lo stato fin dal 1988.
- Apostolici. La chiesa apostolica in Italia (da non confondere con la Chiesa di Cristo, nota come neoapostolica e con la Chiesa neo-apostolica, entrambe restaurazioniste) è anch'essa di orientamento pentecostale. Giunse in Italia nel 1927, con due piccole comunità: Civitavecchia e Grosseto, che costituisce tutt'oggi il centro principale. Ha circa 9.800 membri[3]. Dal 2012 ha un'intesa con lo stato.
- Chiese Elim. Delle Chiese Elim in Italia, appartenenti al Movimento della seconda pioggia (Latter Rain Movement), parte della Seconda ondata, fanno parte 120 congregazioni per circa 10.000 fedeli[20].
- Chiese indipendenti. Un'altra parte di queste chiese sono le cosiddette chiese pentecostali libere o chiese indipendenti, quali ad esempio le Congregazioni cristiane pentecostali, la Chiesa cristiana pentecostale italiana e le Chiese cristiane evangeliche nella valle del Sele e dell'Irno.
- Neopentecostali. Le chiese neopentecostali in Italia sono spesso legate a specifici gruppi etnici come ad esempio la Chiesa universale del Regno di Dio, diffusa soprattutto tra la comunità brasiliana. Secondo il Rapporto Immigrazione di Caritas Italiana e Fondazione Migrantes, nel 2012 erano presenti nel paese 850 chiese neopentecostali africane[21].

#### Chiese non denominazionali
Oltre alle chiese pentecostali libere, sono presenti piccoli gruppi di fedeli appartenenti a numerose chiese libere o chiese indipendenti non pentecostali, di derivazione puritana e anabattista e spesso di orientamento battista, quali ad esempio la Chiesa libera evangelica italiana, costituita nel 1852 e altri. I cristiani italiani appartenenti a chiese non denominazionali possono essere stimati in circa 20.000.

#### Altre denominazioni protestanti

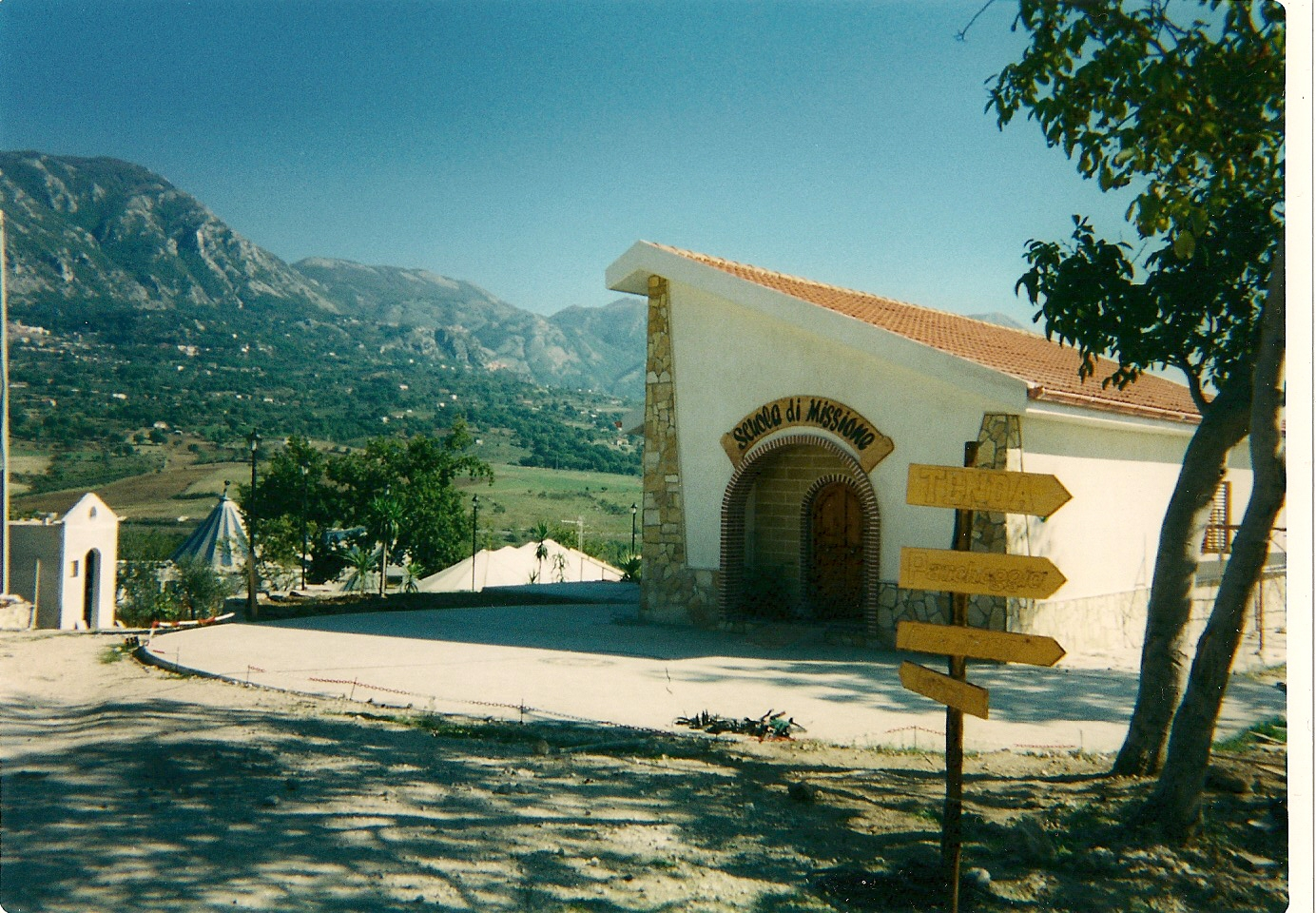
Il centro Pilgrim Parking di Quaglietta (AV) del gruppo itinerante Cristo è la Risposta II, afferente al Jesus movement

Sono presenti altri piccoli gruppi, quali ad esempio quaccheri e unitariani (anche se quest'ultima denominazione viene talvolta considerata restaurazionista). Sono rappresentate nel paese anche diverse parachiese e organizzazioni evangeliche, quali ad esempio quelle nate dal Jesus movement, Agape Italia e i Gedeoni, attive in campo missionario, sociale, culturale, oltre a istituzione educative ed accademiche di orientamento protestante.

## Organi di cooperazione inter protestante
Nell'ambito del protestantesimo italiano e delle chiese prettamente evangelicali esistono numerosi enti istituiti per la cooperazione fra chiese indipendenti o denominazioni. Il Cesnur ne ha censiti diversi, ma negli anni ne sono nati altri, di rilevanza locale o regionale. Tutti questi enti hanno come finalità quelle di rispondere a esigenze particolari di rappresentanza e di collaborazione, essere di coordinamento per attività spirituali ma anche per ottenere diritti in materia legislativa, come ad esempio un'intesa con lo Stato.
I principali organi di cooperazione esistenti in Italia sono:
- Alleanza evangelica italiana (AEI), diramazione italiana dell'Alleanza evangelica mondiale e dell'Alleanza evangelica europea;
- Federazione delle Chiese evangeliche in Italia (FCEI), organo che comprende fra le altre anche la maggior parte delle chiese protestanti storiche (valdesi, battisti, metodisti);
- Federazione delle Chiese Pentecostali (FCP), principale organismo di cooperazione fra le chiese pentecostali indipendenti;
- Alleanza di Chiese cristiane evangeliche in Italia (ACCEI), contenitore giuridico che ha come obiettivo l'ottenimento di un'intesa con lo stato.
- Missione italiana per l'evangelo (MIE), ente di culto acattolico ai cui ministri è riconosciuto l'iscrizione al fondo di previdenza del clero e dei ministri di culto delle confessioni religiose diverse dalla cattolica;[25]
- Comunione chiese cristiane (CCC) nata nel 1995, con sede a Napoli. Non possiede una struttura organizzativa stabile, né dispone di un comitato o statuto; raggruppa otto chiese (Napoli, Aversa, Catania, Gallico, Cosenza, Palmi, Giugliano in Campania, Roma) per complessivi 6000 fedeli[26];
- Consulta evangelica, ente di culto acattolico riconosciuto con D.P.R. del 13 settembre 1999 e ai cui ministri è riconosciuto l'iscrizione al fondo di previdenza del clero e dei ministri di culto delle confessioni religiose diverse dalla cattolica.[27][28]
- Ministero assemblee di Dio (MAD) nato nel 2010, con sede a Napoli[26];
- Conferenza evangelica nazionale (COEN), membro del tavolo inter-religioso nazionale e della commissione delle chiese evangeliche per i rapporti con lo stato[29].
- Istituto Buon Samaritano, ente ecclesiastico con statuto approvato dalla Direzione Centrale degli Affari di Culto del Ministero dell’Interno. Costituito nel 2014, è iscritto nel Registro dei Rappresentanti di Interesse presso la Camera dei Deputati[30] e nei registri per la trasparenza del Ministero per lo Sviluppo Economico[31] e del Ministero del Lavoro e delle Politiche Sociali[32][33]. Con Decreto del Ministro dell'Interno del 9 settembre 2022, i ministri dell'Istituto posso iscriversi al Fondo di previdenza del clero e dei ministri di culto delle confessioni religiose diverse dalla cattolica.[34]
- Chiese Presbiteriane e Riformate in Italia (CPRI), comunione di chiese presbiteriane e riformate costituita nel 2022 ed operante in Lombardia, Umbria e Puglia[35].

Altri enti di collaborazione, a connotazione geografica:
- Consulta del Triveneto per l'evangelo
- Intesa evangelica siciliana
- Alleanza delle chiese evangeliche pentecostali milanesi, nata nel 1997[26];
- Incontri pastorali del Lazio, nato nel 1989[36];
- Unione evangelica delle chiese calabresi, con sede a Bovalino[26].
- Comunione Evangelica Calabrese, costituita a Cosenza nel 2011, comprende 22 chiese.[37].

## Intese con lo Stato italiano
Lo Stato Italiano, oltre al concordato con la Chiesa cattolica (Patti lateranensi del 1929, la cui revisione è stata conclusa nel 1984), ha stretto intese con alcune confessioni religiose presenti nel Paese, ai sensi dell'art. 8 della Costituzione.
Intese approvate con alcune chiese evangeliche, con legge ai sensi dell'art.8 della Costituzione:
- Tavola valdese (conclusa 21 febbraio 1984 e approvata con la legge 449/1984, revisione conclusa il 25 gennaio 1993 e approvata con la legge 409/1993)
- Assemblee di Dio in Italia (conclusa il 29 dicembre 1986 e approvata con la legge 517/1988)
- Unione delle chiese cristiane avventiste del settimo giorno (conclusa il 29 dicembre 1986 e approvata con la legge 516/1988, revisione conclusa il 6 novembre 1996 e approvata con la legge 637/1996)
- Unione cristiana evangelica battista d'Italia (conclusa il 29 marzo 1993 e approvata con la legge 116/1995)
- Chiesa evangelica luterana in Italia (conclusa il 20 aprile 1993 e approvata con la legge 520/1995)

Intese firmate e in attesa di perfezionamento legislativo:
- terza revisione dell'intesa con l'Unione delle chiese cristiane avventiste del settimo giorno (conclusa il 23 aprile 2004, revisione conclusa il 4 aprile 2007)
- terza revisione dell'intesa con la Tavola valdese (conclusa il 27 maggio 2005, revisione conclusa il 4 aprile 2007)
- Chiesa apostolica in Italia (conclusa il 4 aprile 2007)

Partecipano alla ripartizione della quota dell'otto per mille del gettito IRPEF: 
- Unione italiana delle chiese avventiste del settimo giorno
- Assemblee di Dio in Italia
- Chiesa evangelica luterana in Italia.
- Chiesa apostolica in Italia
- Unione cristiana evangelica battista d'Italia
- Unione delle Chiese metodiste e valdesi

Si possono dedurre ai fini fiscali atti di liberalità fino a 1 032,91 € a favore delle confessioni religiose sopra citate.

## Restaurazionismo
Vi sono infine alcune confessioni religiose diffuse in Italia che non possono essere considerate protestanti o evangeliche né desiderano essere considerate tali: Mormoni, neo-apostolici, Testimoni di Geova  e unitariani (anche se il CESNUR inserisce gli unitariani piuttosto tra le Chiese di matrice protestante radicale).
Tali denominazioni non vengono considerate cristiane dalla chiesa cattolica, ortodossa e protestante in quanto non riconoscono il dogma della Trinità, considerato da questi un credo non sostenuto dalla Bibbia e di conseguenza non si riconoscono nelle confessioni di fede, comuni a cattolici, ortodossi, protestanti o tantomeno evangelici. 
Inserita nel contesto cristiano del Movimento Unitariano Biblico (per distinguerla dagli unitariani universalisti, dai "Gesù Solo") vi sono anche la Assemblea apostolica della fede in Cristo Gesù, la Chiesa unita pentecostale internazionale e la Vera Chiesa di Gesù).